# 吳誠文
吳誠文（1958年9月18日—），中華民國臺南出身的電機工程學家、政治人物、少棒投手，現任行政院政務委員兼國家科學及技術委員會主任委員。
畢業於國立臺灣大學電機工程學系、加州大學聖巴巴拉分校電機與電腦工程學碩博士，其專長為電機工程、電子工程、積體電路設計。曾任國立清華大學電機資訊學院院長、國立清華大學副校長、國立成功大學副校長、南臺科技大學電機工程學教授兼任校長、行政法人國家運動科學中心董事長。

## 經歷
- 1971年，就讀台南市博愛國小時以選拔方式成為第一代巨人少棒隊（以臺南市協進國小為主力）投手[5]、游擊手，參加全國少棒選拔賽歷經重重關卡最終取得世界少棒大賽遠東區冠軍，8月28日在美國威廉波特成為1971年世界少棒大賽冠軍。[6]

- 1981年，吳誠文畢業於國立臺灣大學電機系，隨後赴美國加州大學聖巴巴拉分校攻讀電機與電腦工程學系碩、博士，1987年畢業後經時任國立清華大學工學院院長李家同力邀後回台進入國立清華大學電機系任教，隨後在清大歷任計算機中心主任、電機系主任、電機資訊學院院長、副校長，之後再歷任工業技術研究院系統晶片科技中心主任、資訊與通訊研究所長、國立成功大學副校長。

- 2023年2月，就任南臺科技大學校長。[7]

- 2024年初，成為行政法人國家運動科學中心首任董事長。同年4月，獲即將就任的賴清德政府邀請擔任卓榮泰內閣的新任國家科學及技術委員會主任委員[8]，於5月20日上任。

## 外部連結
- 官方网站

| 中華民國政府職務 | 中華民國政府職務                                   | 中華民國政府職務 |
| ---------------- | -------------------------------------------------- | ---------------- |
| 行政院           |                                                    |                  |
| 前任： -         | 政務委員 2024年5月20日—                            | 繼任： 現任      |
| 前任： 吳政忠    | 國家科學及技術委員會主任委員 第二任 2024年5月20日- | 現任             |
| 前任： 盧燈茂    | 南臺科技大學校長 第五任 2023年2月－2024年5月       | 周德光           |